# لیگ حرفه‌ای فوتبال زنان آمریکا
لیگ حرفه‌ای فوتبال زنان (به انگلیسی: Women's Professional Soccer) معروف به دابلیوپی‌اس، نام یک لیگ سابق فوتبال بانوان در آمریکا بود.
این لیگ مجموعه‌ای از مسابقات فوتبال باشگاهی فصلی بود که توسط کونکاکاف تشکیل شده و هر ساله با ۸ باشگاه فوتبال در ایالات متحده آمریکا برگزار می‌شد.
این لیگ در سال ۲۰۱۲ به‌دلیل اختلافات داخلی از هم پاشید و جای خود را به لیگ ملی فوتبال زنان داد.

## تیم‌های فعلی
| تیم‌های لیگ حرفه‌ای فوتبال زنان آمریکا | تیم‌های لیگ حرفه‌ای فوتبال زنان آمریکا | تیم‌های لیگ حرفه‌ای فوتبال زنان آمریکا | تیم‌های لیگ حرفه‌ای فوتبال زنان آمریکا | تیم‌های لیگ حرفه‌ای فوتبال زنان آمریکا |
| تیم                                  | ورزشگاه                              | ایالت                                | بنیان‌گذاری                           | سال پیوستن به لیگ                    |
| ------------------------------------ | ------------------------------------ | ------------------------------------ | ------------------------------------ | ------------------------------------ |
| آتلانتا بیت                          | ورزشگاه دانشگاه ایالتی کنساو         | جرجیا                                | 2009                                 | 2010                                 |
| بوستون بریکرز                        | ورزشگاه هاروارد                      | ماساچوست                             | 2001                                 | 2009                                 |
| مجیک جک                              | ورزشگاه دانشگاه فلوریدا آتلانتیک     | فلوریدا                              | 2001                                 | 2009                                 |
| فیلادلفیا ایندپندنس                  | ورزشگاه لزلی کویک                    | پنسیلوانیا                           | 2009                                 | 2010                                 |
| اسکای بلو اف سی                      | یورکک فیلد                           | نیوجرسی                              | 2008                                 | 2009                                 |
| وسترن نیویورک فلش                    | ورزشگاه ساهلنس                       | نیویورک                              | 2008                                 | 2011                                 |